# Los últimos románticos (película de 2019)
Los últimos románticos  es una película coproducción de Argentina y Uruguay filmada en colores dirigida por Gabriel Drak sobre su propio que se estrenó el 31 de enero de 2019 y que tuvo como actores principales a Juan Minujín, Néstor Guzzini y Ricardo Couto.

## Sinopsis
Perro y Gordo, dos grandes amigos que sobreviven al día en una localidad pequeña sobre la costa se encuentran inesperadamente con una oportunidad única que puede variar el curso de sus vidas.

## Reparto
Intervinieron en el filme los siguientes intérpretes:
- Juan Minujín ... El Perro
- Néstor Guzzini ... El Gordo
- Ricardo Couto ... Inspector Chassale
- Adrián Navarro ... Sosa
- Vanesa González ... Flaca
- Ernesto Liotti ... Núñez

## Críticas
Nazareno Brega opinó en Clarín:

”Este mejunje entre ineptitud y profesionalismo de los protagonistas de Los últimos románticos busca emular personajes delineados por los hermanos Coen, conexión explícita en la película, aunque la dinámica entre estos dos socios atolondrados, gracias a la química entre Guzzini y Minujín para transmitir una complicidad tensa e incuestionable, parezca mucho más deudora de las buddy movies de Edgar Wright. Drak consigue que funcione mejor la comedia seca y distante de la película que la intriga policial planteada, pero el director igual prefiere volcarse hacia el thriller sobre el final. Los últimos románticos gira en falso con esas forzadas vueltas argumentales tardías que, a puro sarcasmo, menosprecian a esos personajes que, necesitados de una segunda oportunidad, buscaron atajos hacia la redención.

Pablo Arahuete en el sitio web Cinefreaks opinó:

”El elenco...entrega actuaciones creíbles, sin caer en el estereotipo y con peso en cada uno de los momentos claves de una trama policial simple que nunca se desbarranca en las vueltas de tuerca ni tampoco necesita abruptos cambios de registro para mantener la atención del público a medida que se descubren algunos “hilos” de la historia …Pero si nos guiamos por el título del film y buscamos el “romanticismo” resulta irónico tal vez pensarlo en términos de amor aunque ligarlo a aquellos que sueñan con dar “El gran salto” como ocurre a los personajes de esta historia de búsquedas de redención encontrarán sentido en esas frases recurrentes como “el que las hace las paga” o que vivimos en un mundo “sin lugar para los débiles”.